# Holorusia ignicaudata
Holorusia ignicaudata är en tvåvingeart som först beskrevs av Alexander 1935.  Holorusia ignicaudata ingår i släktet Holorusia och familjen storharkrankar. Inga underarter finns listade i Catalogue of Life.